# یانکو آلکسی
یانکو آلکسی (اسلواکی: Janko Alexy; ۲۵ ژانویهٔ ۱۸۹۴ – ۲۲ سپتامبر ۱۹۷۰) نقاش، نویسنده و تبلیغ نویس معروف اهل کشور اسلواکی بود. او به طور کلی (به همراه مارتین بنکا و لودویت فولا) به عنوان یکی از شخصیت های کلیدی در آغاز هنر مدرن اسلواکی شناخته می شود.